# Venezillo bolivianus
Venezillo bolivianus is een pissebed uit de familie Armadillidae. De wetenschappelijke naam van de soort is voor het eerst geldig gepubliceerd in 1897 door Adrien Dollfus.